# Laura Perls
Laura Perls (nascida Lore Posner; 15 de agosto de 1905 – 13 de julho de 1990) foi uma psicóloga e psicoterapeuta alemã de origem judaica. É amplamente reconhecida por seu papel no desenvolvimento da Gestalt-terapia, em parceria com seu marido e também psicoterapeuta, Fritz Perls, além do intelectual público Paul Goodman.

## Vida e obra
Laura nasceu em Pforzheim, em 1905, sendo a filha mais velha de três irmãos em uma família de comerciantes abastados. Sua mãe vinha de uma classe média alta, enquanto seu pai, de origens mais humildes, administrava com seu irmão um próspero negócio de joias. Laura tinha dois irmãos mais novos: uma irmã, nascida em 1907, que foi assassinada no Gueto de Theresienstadt em 1944, e um irmão, nascido em 1909, que faleceu nos Estados Unidos em 1996.
A educação de Laura foi fortemente influenciada pela origem de classe de sua mãe e pela riqueza de seu pai. A grande casa da família contava com cozinheiros, empregadas e uma governanta. Além disso, Laura recebeu instruções em dança e exercícios de movimento desde os 8 anos, teve aulas de balé em sua escola particular para meninas e desenvolveu um grande interesse pela literatura desde a infância. Começou a tocar piano aos 5 anos, demonstrando grande domínio técnico até os 18 anos, momento em que considerou seguir uma carreira profissional como musicista. Mais tarde, ela integraria a música e a dança em sua prática terapêutica.
Laura se interessou por questões sociais e políticas aos 15 anos, após um colapso mental. Preocupados com o bem-estar da filha, os pais de Laura pressionaram seu primeiro namorado – que tinha doze anos a mais do que ela – a terminar o relacionamento. Ele acabou cedendo, o que fez Laura perder a confiança nos pais e danificou significativamente o relacionamento entre eles. Seu colapso mental subsequente resultou em uma estadia de vários meses em uma clínica em Freudenstadt, onde recebeu tratamento psicanalítico do Dr. Bauer, que baseava sua abordagem nas teorias de Alfred Adler. Durante seu tempo na clínica, ela fez importantes conexões com outros pacientes com os quais fez música e que também a influenciaram a estudar direito na universidade. Ela também leu "A Interpretação dos Sonhos" e "A Psicopatologia da Vida Cotidiana" de Freud nesse período. Ao retornar à escola sete meses depois, ela já não era mais uma das melhores alunas da classe, mas passou a demonstrar grande interesse por questões sociais e políticas. Abandonou o objetivo de se tornar pianista e começou a nutrir a ambição de estudar e trabalhar em uma área socialmente engajada.
Em 1923, Laura começou a estudar Direito em Frankfurt, mas eventualmente se transferiu para Psicologia e Filosofia em 1926. Entre outros, foi ensinada por Max Wertheimer, Kurt Goldstein e Adhémar Gelb, este último sendo o orientador de sua tese de doutorado. Também teve aulas com Edmund Husserl, Paul Tillich e Martin Buber, e mais tarde afirmaria repetidamente em entrevistas que a escola de fenomenologia de Husserl teve uma influência significativa em seu trabalho como psicoterapeuta.
Em 1929, Laura se casou com Friedrich (Fritz) Perls, a quem conheceu durante uma das palestras de Goldstein e Gelb. Fritz havia conhecido Wilhelm Reich durante uma breve visita a Viena e começou a trabalhar com ele como paciente logo depois. Laura citou a influência de Reich no trabalho deles, creditando-lhe uma influência significativa no desenvolvimento da abordagem Gestalt. Sua filha Renate nasceu em 1931, e seu filho (que mais tarde também se tornaria psicoterapeuta) nasceu em 1935.
Vivendo em Berlim no início dos anos 1930, Laura e seu marido se envolveram politicamente e se sentiram conectados à organização antifascista e comunista, embora nunca tenham se juntado ao partido comunista. Com a ascensão dos nazistas ao poder em 1933, os Perls fugiram da Alemanha para os Países Baixos e, em 1934, se mudaram para a África do Sul, onde permaneceram por 13 anos. Durante os primeiros meses na África do Sul, a mãe de Laura visitou a jovem família e ficou por cerca de oito a nove meses, mas retornou para Hamburgo logo depois. Incapaz de obter vistos para elas na África do Sul, a mãe, irmã e sobrinha de Laura acabaram sendo vítimas do Holocausto. O pai de Laura já havia falecido de infarto em março de 1933.
Enquanto viviam em Joanesburgo, os Perls fundaram um instituto psicanalítico e escreveram seu primeiro livro Ego, fome e agressão: uma revisão da teoria e do método de Freud, publicado em 1942. Embora o livro credite Fritz como o único autor, vários capítulos foram escritos (quase) exclusivamente por Laura. Isso se manteve para várias publicações posteriores. Durante o desenvolvimento de sua abordagem terapêutica inovadora, o casal discutiu possíveis nomes, eventualmente optando por "Getalt-terapia".
O casal se mudou para Nova York em 1946/47. Laura seguiu 18 meses depois da chegada de Fritz, acompanhada pelos filhos. Quando seu marido se mudou para a costa oeste, Laura continuou dirigindo o Instituto de Terapia Gestalt de Nova York, que haviam cofundado, e logo contou com Paul Goodman entre seus primeiros clientes. Já tendo lido o trabalho de Goodman enquanto vivia na África do Sul e estando particularmente interessada em seu artigo Politics and Partisan Reviews, o casal logo começou a trabalhar com ele e Ralph Hefferline, publicando em conjunto Gestalt-terapia (PHG), embora Laura tenha permanecido sem ser reconhecida como colaboradora. Em 1952, com a ajuda de Paul Goodman, eles estabeleceram o The New York Institute for Gestalt Therapy.
Após dificuldades relacionais entre o casal, Fritz se mudou para Big Sur, na Califórnia, para uma residência no Esalen Institute. Essas dificuldades coincidiram com o sucesso profissional crescente de Laura como psicoterapeuta, o que gerou tensão na relação. Ela permaneceu em Nova York e continuou a dirigir o instituto original por quase 30 anos, muito depois da morte de Fritz. Ao longo de sua vida, mas especialmente após sua mudança para a Califórnia, Fritz falhou em estar presente para seus filhos e netos, o que causou uma dor emocional de longo prazo em sua família.
Até então Laura usava o nome Lore, eventualmente passou a usar a forma americanizada, Laura.
A partir de 1969, Laura começou a visitar a Europa todos os verões, realizando workshops na Inglaterra, Países Baixos, Bélgica e, mais tarde, também na Alemanha. Durante esse período, ela aprimorou sua abordagem de supervisão, mudando o foco do cliente do supervisando para o mundo interior do supervisando. Seu marido faleceu em 1970.
Após retornar para sua cidade natal, Pforzheim, para ficar mais perto de sua filha, Laura Perls faleceu em Pforzheim em 1990, devido a complicações com a tireoide. Havendo trazido as cinzas de Fritz de Nova York, ela foi enterrada junto a ele na sepultura da família Posner no cemitério judeu de Pforzheim.
A edição em inglês de seu único livro solo, Living at the Boundary, foi publicada postumamente em 1992. Ainda não existem edições em língua portuguesa.